# Охрінча
Охрінча (рум. Ohrincea) — село у Кріуленському районі Молдови. Адміністративно підпорядковане місту Криуляни.

## Населення
За даними перепису населення 2004 року у селі проживали 1012 осіб.
Національний склад населення села:
| Національність       | Кількість осіб | Відсоток   |
| -------------------- | -------------- | ---------- |
| молдавани румуни     | 1004 3         | 99,2% 0,3% |
| українці             | 1              | 0,1%       |
| болгари              | 1              | 0,1%       |
| інша / без відповіді | 3              | 0,3%       |
| Всього               | 1012           | 100%       |